# Plage Nord (Peñíscola)
La plage Nord de Peníscola est une plage formée de deux zones parfaitement délimitées : la zone sud, avec quasi deux kilomètres de sable fin et doré, qui est la traditionnelle plage Nord, avec un faible dénivelé et la zone nord, jusqu'à la limite de Benicarló, traditionnellement une plage de galets, qui a été renforcée et reconstituée.

## Description

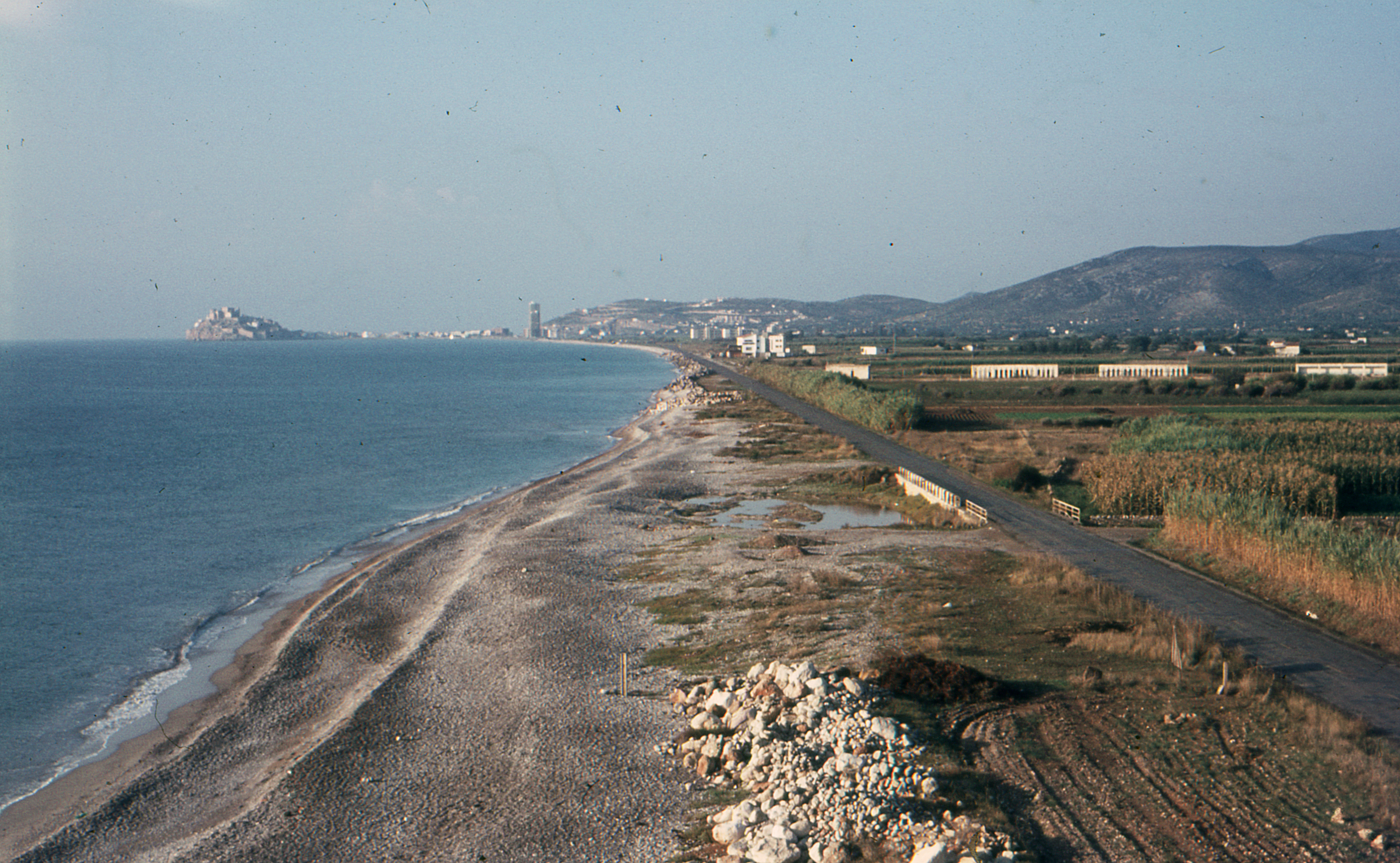
Plage Nord avec la vue sur le Château de Peñíscola.

Elle est limitée au nord par la plage de la Caracola, qui fait partie de la municipalité de Benicarló, et au sud par l'isthme de sable qui relie le noyau historique qui entoure le Château avec le reste de l'agglomération. Elle a une longueur de 4,5 kilomètres, et une largeur moyenne de 45 m.
La plage est intégrée dans la partie urbanisée, une zone touristique avec une promenade en bord de mer. C'est une plage ouverte, grande et entretenue. Le paysage, avec le château du pape Luna au fond, lui donne un caractère spécial. 
C'est une plage adaptée aux personnes à mobilité réduite et qui a obtenu le Pavillon Bleu, et les certificats de qualité ISO 9001 et ISO 14001.